# 柳树多管火箭炮
柳树（羅馬化：Verba）多管火箭炮由乌克兰生产，发射器口径为122毫米，由KrAZ-6322-010卡车和BM-21火箭炮的发射单元组合而成。2015年由KhKBM研发成功。柳树火箭炮是BM-21的深度现代化改进型，其改进包括：发射平台的导引、通信、校准和稳定系统。KhKBM还开发了一种可自动装填机。
柳树多管火箭炮于2019年被乌克兰武装部队接受。

## 历史
2015年12月，KhKBM总设计师弗拉基米尔·瓦库连科提出了柳树多管火箭炮的方案，并表示需要7个月及1600万格里夫纳才能完成。
2019年2月21日，乌克兰国防工业集团新闻处宣布舍佩蒂夫卡维修厂开始量产柳树火箭炮。并计划在当年于乌克兰武装部队中组建第一支配备柳树火箭炮的专职部队。
2019年11月，弗拉迪斯拉夫·肖斯塔克上校宣布军方正式接受柳树多管火箭炮。
2021年9月，乌克兰国防工业再次宣布将供应乌克兰军队使用柳树多管火箭炮。

## 介绍
柳树火箭炮配备了可容纳5人的双舱，所有制导、瞄准、装弹系统均在其内部完成控制操作。

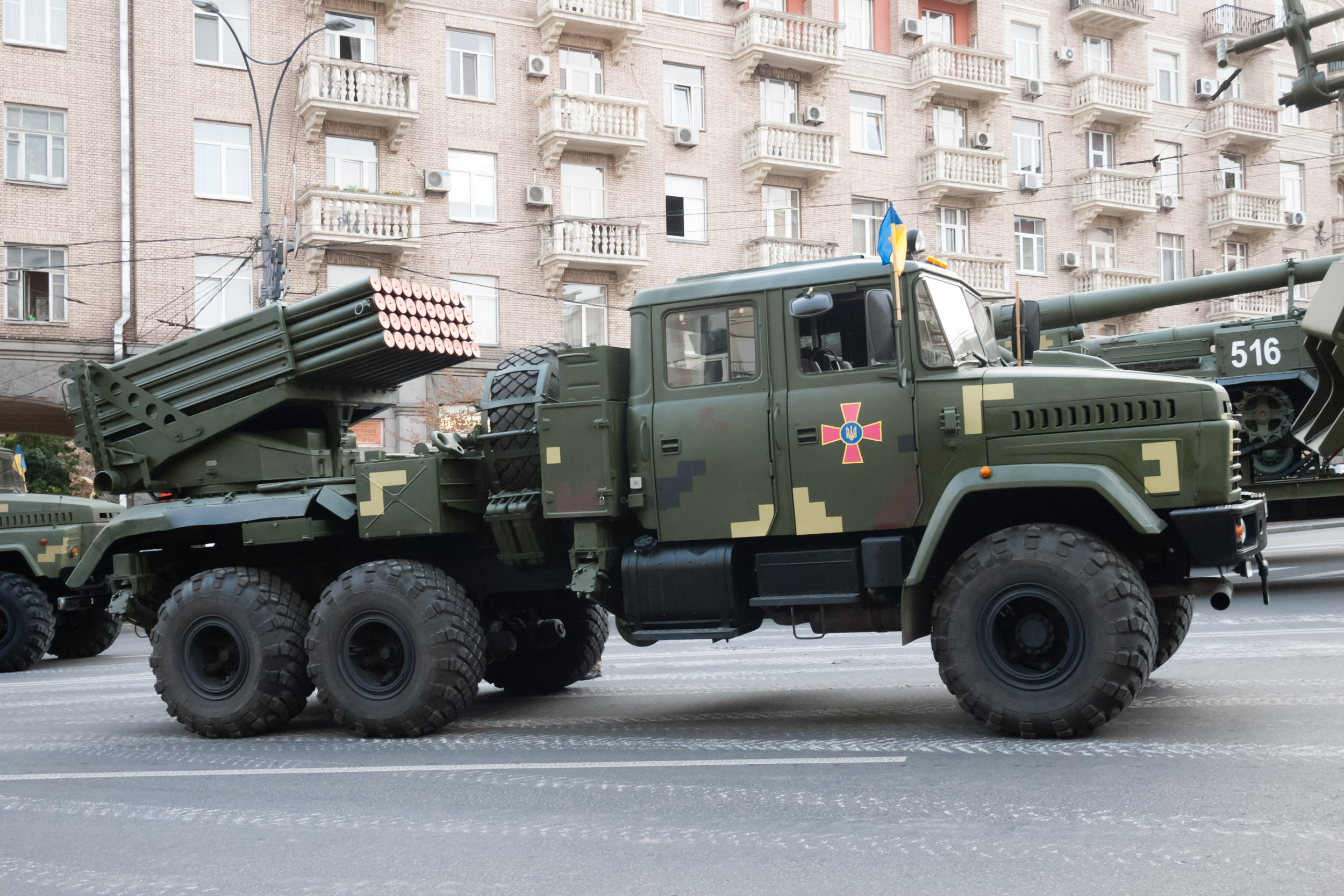
游行排练中的柳树火箭炮，摄于2018年
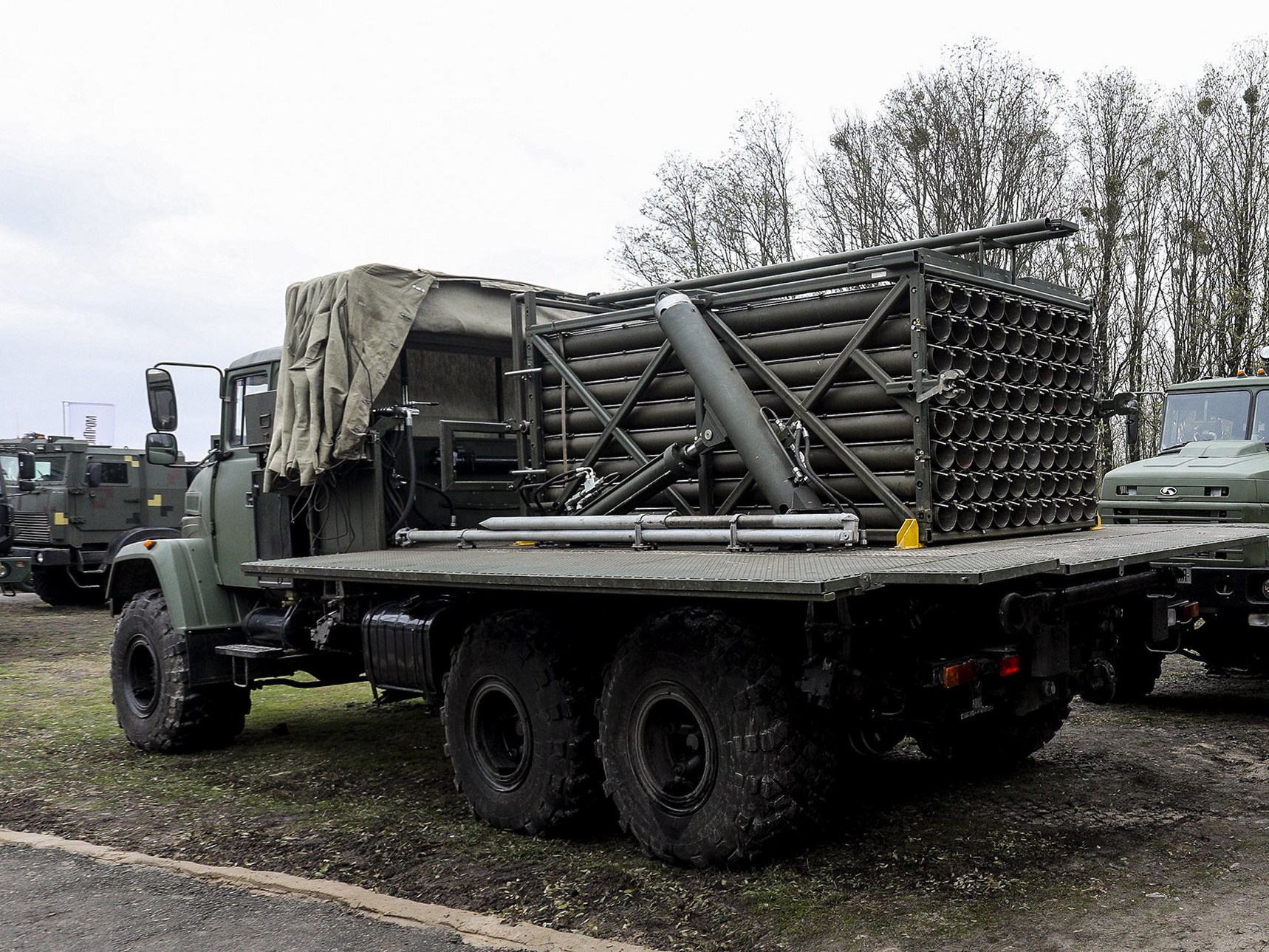
柳树多管火箭炮运输和装填车，摄于2017年。

柳树多管火箭炮相对于BM-21的优势：
- 与BM-21相比，柳树火箭炮缩短了装填时间：BM-21在射空后重新装填需要一到两个小时，具体时间取决于车组成员的能力，而重新装填柳树火箭炮全部40枚火箭弹只需10分钟；[1]
- 与BM-21相比，由于安装了现代导航系统，在陌生区域向目标开火的时间减少了4倍；
- 使用KrAZ底盘不仅可以排除使用俄制乌拉尔系列卡车底盘的不便，还可增强车辆的越野能力；
- 新的平台校准和稳定系统可显著提高射击精度；
- 替换了通信系统，现在所有的信息均通过数字通道以加密形式传输。

## 弹药类型
柳树火箭炮能使用BM-21火箭炮可用的所有弹药，还可使用由乌克兰南方设计局制造的新型9M221F台风-1火箭弹，其射程是标准9M22U的两倍。

## 战斗记录
在俄罗斯全面入侵乌克兰期间由乌克兰武装部队使用。

## 使用方
- 乌克兰：于2019年投入使用。[3]

## 评价
2021年，有媒体报道，由于KrAZ破产，国防部将柳树火箭炮与BM-21UM桦木的开发成果结合起来并使用新底盘不失为权宜之计。

## 文化
乌克兰复活节前常见的问候语“我不罢工——柳树罢工……”（羅馬化：Ne ya B'yu — verba B'ye，直译：「我不攻击—柳树攻击……」）通常在棕枝主日使用，但在2022年春季俄罗斯大规模入侵乌克兰期间，由于柳树多管火箭炮的诞生，这句话有了新的含义。

## 相关词条
- 棱堡-01多管火箭炮——乌克兰多管火箭炮
- RM-70多管火箭炮

## 引文
1. 1 2  РСЗО «Град» нового поколения в украинской армии будет на КрАЗах. Фото （页面存档备份，存于） （俄文）
2. ↑  . 军事. 2019-02-21  [2024-10-28]. （原始内容存档于2024-11-30） （乌克兰语）.
3. 1 2  . 军事.   [2019-11-08]. （原始内容存档于2022-11-07） （乌克兰语）.
4. ↑  . 军队信息网.   [2024-10-28]. （原始内容存档于2025-05-18） （乌克兰语）.
5. ↑  . 军队信息网. 2019-11-11  [2024-10-28]. （原始内容存档于2025-05-20） （乌克兰语）.
6. ↑  Козацький Саня. . 军事. 2021-09-15  [2024-10-27]. （原始内容存档于2025-01-14）.
7. ↑  . www.depo.ua.   [2019-11-08] （乌克兰语）.
8. ↑  . novynarnia.com. 2022-03-10  [2024-05-05]. （原始内容存档于2024-05-05） （乌克兰语）.
9. ↑  ,   [2024-05-05], （原始内容存档于2025-04-30） （乌克兰语）
10. ↑  . 防务快报. 2021-08-15  [2024-10-27]. （原始内容存档于2025-04-25） （乌克兰语）.
11. ↑  . 军队信息网.   [2022-06-14]. （原始内容存档于2024-06-21） （乌克兰语）.
12. ↑  . Одесская Жизнь. 2022-04-17  [2022-06-14] （乌克兰语）.
13. ↑  . 第24频道（英语：24 Kanal）.   [2022-06-14]. （原始内容存档于2023-11-28） （乌克兰语）.